# Harvest Moon DS
Harvest Moon DS (牧場物語 コロボックルステーション, Bokujou Monogatari: Colobocle Station) és el primer videojoc per a Nintendo DS de la saga de Harvest Moon.
En el joc el protagonista és un granger. L'objectiu del joc és sembrar tota mena de cultius, ocupar-se del bestiar, ampliar la seva llar i fins i tot trobar esposa per a buscar la felicitat rural.
El més essencial és guanyar diners aprofitant al màxim l'agricultura, la ramaderia, la mineria i la pesca. En el decurs de la partida es van desbloquejant follets per a recuperar la deessa de la collita. Quan s'aconsegueix la deessa de la collita el protagonista pot casar-se i ampliar les seves habilitats. El joc no té un objectiu concret, sinó que es va progressant en la vida del personatge triant els objectius desitjats.

## Desenvolupament
El protagonista del joc és Pete, un jove granger que viu a la vall imaginària de Vall No-M'Oblidis, el mateix escenari de Harvest Moon: A Wonderful Life. El seu objectiu serà gestionar una granja a través de les activitats habituals: collita, munyiment, plantar llavors, excavar en mines, criar animals, vendre productes i construir millores per guanyar més diners. Entre mitjanes, el granger podrà entaular amistat amb els veïns de la vall i fins i tot buscar una pretendent amb la qual contreure matrimoni.
En aquest joc es desenvolupa al seu torn una història paral·lela, explicada amb una cinemàtica abans de jugar. La Princesa Bruixota ha enviat a la Deessa de la Collita a una altra dimensió per equivocació, de manera que ordena la seva recerca als 101 follets de la collita que li acompanyaven. El protagonista haurà de recuperar al major nombre de follets possible, els quals li atorgaran ajudes per millorar la granja.

### Harvest Moon DS Cute
Existeix una versió femenina trucada «Harvest Moon DS Cute» que va sortir a la venda el 8 de desembre de 2005. L'única diferència és que es controla un personatge femení, a triar entre la rossa Claire (de Harvest Moon for Girls) i la bruna Pony (Another Wonderful Life). A més de les opcions habituals, el jugador pot personalitzar la seva casa, afegir vestits i triar pretendents masculins.